# IC 4759
IC 4759 ist ein interagierendes Galaxienpaar im Sternbild Pfau am Südsternhimmel. Es ist schätzungsweise 217 Millionen Lichtjahre von der Milchstraße entfernt.
Das Objekt wurde am 20. Juli 1901 von DeLisle Stewart entdeckt.